# 大阪オープンゴルフ選手権大会
大阪オープンゴルフ選手権大会（おおさかオープンゴルフせんしゅけんたいかい）は、かつて開催されていた男子ゴルフトーナメント。
1991年までは大阪市浪速区に本社を置くスポーツアパレルメーカー「デサント」、1992年からは中央区に本社を置くゴルフ用品総合メーカー「つるや」が冠スポンサーとなった。

## 歴代優勝者
デザント大阪オープン
- 1980年 - 久保三郎[1]
- 1981年 - 中村通[2] [3]
- 1982年 - 杉原輝雄
- 1983年 - 杉原輝雄[4]
- 1984年 - 中川敏明[5] [6]
- 1986年 - 中川敏明[5]
- 1987年 - 井上智夫[7]
- 1988年 - 山本洋一[8]
- 1989年 - 中川敏明[5]
- 1990年 - 上出裕也[9]
- 1991年 - 中尾豊健[10]

つるや大阪オープン
- 1992年 - 奥田靖己
- 1993年 - 中尾豊健[10]